# Nycteola canescens
Nycteola canescens är en fjärilsart som beskrevs av Sheldon 1919. Nycteola canescens ingår i släktet Nycteola och familjen trågspinnare. Inga underarter finns listade i Catalogue of Life.